# Gare de Kirchheim
La gare de Kirchheim est une ancienne halte ferroviaire française de la ligne de Sélestat à Saverne, située sur le territoire de la commune de Kirchheim, dans le département du Bas-Rhin, en région Grand Est.
Situé sur une portion de ligne mise en service en 1864 et démantelée en 1993, le bâtiment de la gare est reconverti en logements.

## Situation ferroviaire
Établie à 183 mètres d'altitude, la gare de Kirchheim était située au point kilométrique (PK) 42,124 de la ligne de Sélestat à Saverne entre les gares fermées de Scharrachbergheim et de Marlenheim.

## Histoire
L'embranchement de Molsheim à Wasselonne est livré à l'exploitation le 29 septembre 1864, par la Compagnie des chemins de fer de l'Est. En 1877, durant la période où l'Alsace-Lorraine est annexée par l'Allemagne, la ligne est prolongée vers Sélestat d'une part et Saverne de l'autre.
En 1900 est concédée une ligne de Dingsheim à Westhoffen faisant partie du tramway de Strasbourg, établi à voie métrique. Les rails croisaient ceux du grand chemin de fer à angle droit à la hauteur du passage à niveau de la route en direction de Westhoffen avec un dispositif de signaux et de dérailleurs sur la ligne à voie normale. Les bus se substituent aux trams partiellement à partir du 1er décembre 1950 puis totalement le 19 août 1953.
La Société nationale des chemins de fer français (SNCF) met fin au service des trains de voyageurs sur la section de Molsheim à Saverne en 1969. Le trafic de marchandises sur la ligne subsistera jusqu’en 1988. La ligne est déclassée en 1993 puis déposée en totalité. Les bâtiments voyageurs et les halles de marchandises ont été vendus à des particuliers et l’ancienne plate-forme de la voie ferrée a été transformée en piste cyclable qui relie Molsheim à Romanswiller.

## Patrimoine ferroviaire
Le bâtiment voyageurs a été fortement agrandi à la fin du XXe siècle. Dans son état d'origine, il est de plan rectangulaire avec trois travées et un étage ; il diffère des autres constructions d'origine par ses entourages de baies et leur sommet en arc bombé. Une petite aile basse en pans de bois se trouvait sur sa gauche.